# François-Joseph Dizi

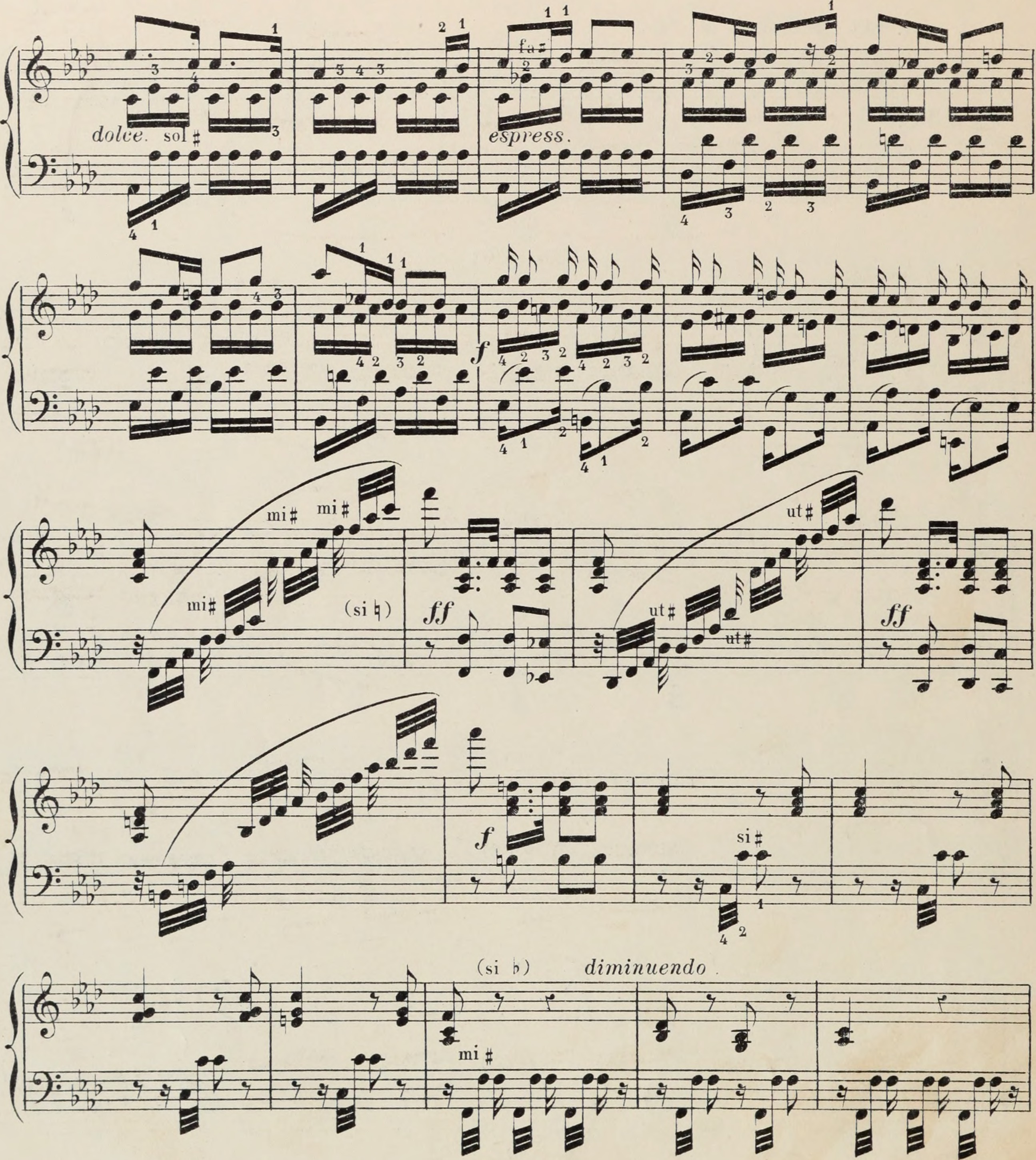
48 études pour la harpe

François-Joseph Dizi, né le 14 janvier 1780 à Namur et mort en 23 octobre 1847 à Paris, est un musicien belge, harpiste renommé.

## Biographie
François-Joseph Dizi est le fils d'un professeur de violon de Dinant, près de Namur. Tôt versé dans l'étude, il débute avec son père duquel il apprend par de laborieuses études. N'ayant pas de professeur de harpe à Namur, il ne doit qu'à lui-même ses études de l'instrument. 
Dès ses seize ans, il conçoit un projet de voyage en Angleterre. Prêt à embarquer, une rocambolesque histoire pour sauver un marin tombé à l'eau, alors même qu'il ne sait pas nager, lui fait perdre son bagage, sa harpe, son argent, ses lettres de recommandation... Arrivé malgré tout à Londres, ne sachant pas un mot d'anglais, il erre quelques semaines avant de tomber, par hasard, sur la maison de Sébastien Érard, facteur de pianos et de harpes, immigré de France depuis la Révolution. Ce dernier lui permet de faire ses premières armes au concert et Clementi le tient en grande estime. Ainsi commence la brillante carrière de Dizi, qui dura une trentaine d'années. Dans les premières années du siècle, Joseph Woelfl, son ami, lui dédie ses duos pour pianoforte et harpe opus 37 (1805). 
En 1828, il quitte Londres pour Paris où il devient professeur des princesses de la famille royale. 
Il est l'ami de Chopin avec qui il effectua un voyage en Belgique en juillet et en août 1833.

« Chopin a joué sur un magnifique piano à queue de Pleyel, que Kalkbrenner avait fait envoyer pour lui: lui-même suit aussi bientôt, il revient d'Allemagne, Chopin était là seulement pour son plaisir et hélas ne donna aucun concert. Il a été aimable pour aller avec moi chez Ellis et aussi ai-je pu obtenir de celui-ci le plaisir de l'entendre. Le harpiste Dizi, qui autrefois a voyagé avec Kalkbrenner, était avec lui. C'est une vieille connaissance de Vienne. »

— Carl Canstatt
Dizi contribua au perfectionnement de la harpe, inventant la harpe dite perpendiculaire, à cordes centrées et, plus tard, associé à Camille Pleyel (1788-1855) - fils du compositeur -, pour la réalisation d'une harpe à pédales à double mouvement.

## Œuvres
Ses compositions pour harpe sont constitués d'une grande sonate, d'exercices ou fantaisies, des romances françaises, et des airs variés anglais ou italien (Pleyel, Érard, Londres...).
- Grande sonate pour harpe - (Londres - Éd. Durand)
- Air saxon de Cramer, varié (Éd. Janet, Paris)
- La danse divertimento pour harpe et flûte (Éd. Birchall, Londres début 19e)
- Trois thèmes originaux, varié (Éd. Janet, Paris)
- 48 études de haut niveau pour la harpe (2 volumes) - Éd. Lemoine
- École de harpe [4] (Éd. Chappell, Londres vers 1827)
- Douze exercices ou fantaisies pour harpe à deux rangs de pédales (Éd. Pleyel, Paris)
- Duo pour harpe et pianoforte (Éd. Chappell, Londres début 19e)

Airs divers
- Introduction & variations sur l'air The yellow hair'd laddie pour harpe et flûte (Éd. Birchall, Londres début 19e)
- Introduction & variations sur l'air Benedetta sia la madre pour harpe, avec accompagnement ad lib. pour flûte (Éd. Birchall, Londres début 19e)
- Toujours toujours, air Français favori avec variations, pour harpe (Éd. Chappell, Londres début 19e)
- Six romances françaises livre 1 (la sentinelle...)
- Six romances françaises livre 2
- Tazah b'Tazah, Air indien avec variations pour harpe
- Le gentil hussard, air hongrois avec variations pour harpe, et flûte ad lib. (Éd. Chappell, Londres vers 1820)
- Sul margine d'un rio, air avec variation pour pianoforte et accompagnement de flûte ad lib. (Éd. Monzani & Cimador, Londres 1807)

## D'après d'autres compositeurs
- J-S. Bach, Prélude de la partita no 3, arrangé pour deux harpes
- Méhul, Air extrait de l'opéra Une Folie (Éd. Birchall, Londres début 19e)
- Morlacchi, Récitatif romanza Notte tremenda d'après l'opéra Teobaldo ed Isolina (Éd. F.T. Latour, Londres début 19e)
- Paesiello, Air Quant e piu bella d'après l'opéra La molinarella avec variations pour harpe (Éd. Birchall, Londres vers 1805)
- Joseph Woelfl, Danse du châle avec variations, extrait du ballet de l'opéra La belle laitière (Éd. Janet, Paris - Birchall, Londres début 19e)
- Joseph Woelfl, Pas de deux pour flûte et harpe, extrait du ballet Alzire